# Vismia crassa
Vismia crassa är en johannesörtsväxtart som först beskrevs av Henry Hurd Rusby, och fick sitt nu gällande namn av Joseph Blake. Vismia crassa ingår i släktet Vismia och familjen johannesörtsväxter. Inga underarter finns listade i Catalogue of Life.